# La cigüeña dijo sí (obra de teatro)
La cigüeña dijo sí es una obra de teatro escrita por Carlos Llopis y estrenada en el Teatro de la Comedia de Barcelona el 25 de noviembre de 1951.

## Argumento
Carlos y Pili son un joven matrimonio a punto de estrenar paternidad. Hasta ahí todo normal, salvo porque ambos viven en el mismo inmueble que Antonina y Eduardo, madre de él y padre de ella respectivamente e igualmente matrimonio. Pronto se descubre que Antonina también está esperando un hijo. La interacción entre ambas parejas provocará continuos equívocos, enfados y alineamientos, hasta desembocar en el final feliz.

## Representaciones destacadas
- Teatro (Estreno, 1951). Intérpretes: Rafaela Rodríguez, Aurora Alfayate, Carlota Ibáñez, Luisa Jerez, José Alfayate, Antonio Soto, Francisco Arias.
- Cine (1955). Dirección: Enrique Carreras. Intérpretes: Lola Membrives, Elder Barber, Tomás Blanco, Susana Campos, Hugo Pimentel.
- Televisión (7 de diciembre de 1966, en el espacio Estudio 1, de TVE). Intérpretes: Fernando Delgado, María Luisa Merlo, Antonio Garisa, Mari Carmen Prendes, Tina Sainz, José Lifante.
- Cine (1972), con el título de El padre de la criatura. Dirección: Pedro Lazaga. Intérpretes: Paco Martínez Soria, Florinda Chico, José Sacristán, María José Goyanes, Rafaela Aparicio, Valentín Tornos.
- Televisión (23 de diciembre de 1979, en Estudio 1). Intérpretes: Alicia Sainz de la Maza, Jaime Blanch, José Lifante, Tina Sainz, Mari Carmen Prendes, Ana del Arco, Antonio Garisa.